# Salasco
Salasco (piemontesisch Salasch) ist eine italienische Gemeinde in der Provinz Vercelli (VC), Region Piemont.

## Lage und Einwohner
Salasco liegt 13 km westlich von Vercelli am gleichnamigen 15 Hektar großen See. Der See ist für seine Karpfenfischerei bekannt. Die Gemeinde besteht aus den Ortsteilen Selve und Salasco. Die Nachbargemeinden sind Crova, Lignana, Sali Vercellese, San Germano Vercellese und Vercelli.
Das Gemeindegebiet umfasst eine Fläche von 12 km² und hat 208 Einwohner (Stand 31. Dezember 2023).